# Lieve Van Damme (politica)
Lieve Van Damme (Torhout, 15 mei 1943 – Diksmuide, 31 januari 2004) was een Belgische politica van de Volksunie. Ze was van begin 2001 tot haar overlijden burgemeester van Diksmuide.

## Biografie
Van Damme groeide op als een van de acht kinderen in een onderwijzersgezin. Ze studeerde af als regentes en werkte eerst vijf jaar als vrijgestelde voor de VKSJ. In 1969 huwde ze en verhuisde ze naar Diksmuide. Ze werd lerares godsdienst, eerst een paar jaar in De Panne, nadien in de gemeenschapsschool KTA in Diksmuide.
Van Damme kwam een eerste keer op als kandidaat bij de gemeenteverkiezingen van Diksmuide in oktober 1969 maar werd toen niet verkozen. Ze werd wel verkozen in de gemeenteraad bij de verkiezingen van 10 oktober 1976. Op 17 april 1978 werd ze schepen in het gemeentebestuur toen ze de functie van Jozef Hoste overnam. Na een conflict met burgemeester Hendrik Laridon over het al dan niet bouwen van een huisverbrandingsoven waartegen Van Damme zich verzette, werden haar bevoegdheden als schepen ontnomen. De Volksunie schortte vervolgens op 15 november 1978 de coalitie op. In 1982 zetelde Van Damme na de verkiezing op de VU-DD-lijst en voerde verder oppositie tegen het nieuwe gemeentebestuur. In 1988 werd ze verkozen op de lijst D2000 en zetelde ze als gemeenteraadslid gedurende een CVP-D2000 meerderheid. In 1991 nam ze ontslag. Bij de verkiezingen van 1994 steunde ze de lijst Hela maar was geen kandidaat.
In 2000 werd ze terug verkozen op de kartellijst Pro. Pro sloot een bestuursakkoord af met de liberale partij DLC en een onafhankelijke. Voor het eerst sinds 1927 werd de CVP uit de meerderheid gehouden in Diksmuide. Van Damme werd in 2001 de eerste vrouwelijke burgemeester van de stad. In 2002 kwam ze in aanvaring met het Vlaams Blok toen ze een actie van deze laatsten tijdens de IJzerbedevaart verhinderde.
Van Damme was gehuwd en moeder van vier kinderen. Ze overleed op 60-jarige leeftijd aan de gevolgen van kanker.

## Politieke carrière
- gemeenteraadslid in Diksmuide van 1977 tot 2004
- schepen te Diksmuide in 1978
- burgemeester van Diksmuide van 2001 tot 2004